# Бургуэн-Жальё (регбийный клуб)
«Клаб Спортиф Бургуэн-Жальё Рагби» (фр. Club sportif Bourgoin-Jallieu rugby) — французский регбийный клуб из города Бургуин-Жалльё, выступающий во второй по силе лиге страны, Про Д2. Команда основана в 1906 году под названием «Клаб Спортиф Бергюсьен». Сейчас регбисты «Бургуэна» выступают на арене «Стад Пьер-Ражон», вмещающей 10 тысяч зрителей. Клуб становился финалистом национального чемпионата и престижного турнира Шалёнж Ив дю Мануа. Также на счету «Бургуэна» победа во втором европейском турнире — Кубке вызова.

## Достижения
- Чемпионат Франции
  - Финалист: 1997
- Второй дивизион:
  - Победитель: 1965, 1971, 1973
- Европейский кубок вызова
  - Победитель: 1997
  - Финалист: 1999, 2009
- Шалёнж Ив дю Мануа
  - Финалист: 1997, 1998, 2002, 2003
- Чемпионат Франции; группа «Б»
  - Победитель: 1984
  - Финалист: 1982
- Шалёнж Жан Буэн
  - Champions : 1995
- Чемпионат Франции среди дублёров
  - Победитель: 1998, 1999
  - Финалист: 1997
- Кубок Франц-Решель
  - Победитель: 2006, 2007
  - Финалист: 1998

## Финальные матчи

### Чемпионат Франции
| Дата           | Победитель   | Финалист       | Счёт | Стадион                | Зрители |
| 31 мая 1997 г. | Стад Тулузен | Бургуэн-Жалльё | 12-6 | «Парк де Пренс», Париж | 44.000  |

### Европейский кубок вызова
| Дата               | Победитель         | Финалист       | Счёт  | Стадион                         | Зрители |
| 26 января 1997 г.  | Бургуэн-Жалльё     | Кастр Олимпик  | 18-9  | «Стад де ла Медитерране», Безье | 10.000  |
| 27 февраля 1999 г. | Монферран          | Бургуэн-Жалльё | 35-16 | «Стад де Жерлан», Лион          | 31.986  |
| 22 мая 2009 г.     | Нортгемптон Сэйнтс | Бургуэн-Жалльё | 15-3  | «Туикенем Ступ», Лондон         | 9.260   |

### Шалёнж Ив дю Мануа
| Год           | Победитель     | Счёт  | Финалист       |
| 1997          | Сексьон Палуаз | 13-11 | Бургуэн-Жалльё |
| 1999          | Стад Франсе    | 27-19 | Бургуэн-Жалльё |
| 2003 (март)   | Стад Рошле     | 22-20 | Бургуэн-Жалльё |
| 2003 (ноябрь) | Кастр Олимпик  | 27-26 | Бургуэн-Жалльё |

## Состав
Сезон 2013/14.

## Известные игроки
| - Джош Холмс - Пабло Кардинали - Матиас Вьяццо - Августо Петрильи - Матиас Альбина - Саша Фишер - Ираклий Гиоргадзе - Майк Прендергаст - Альберто Ди Бернардо - Эцио Галон - Федерико Пуккьярелло - Пит ван Зил - Брайс Уильямс - Дэвид Морган - Гленн Дэвис - Роджер Рэндл - Джеймс Уилсон - Скотт Палмер - Найджел Джини - Карена Вихонги | - Тоне Копелани - Андрей Шалюта - Алекс Тулоу - Брандо Ва’аулу - Тевита Таумоэпеау - Салеси Финау - Крис Уайетт - Эремодо Туни - Немани Надоло - Альберт Вуливули - Жюльен Боннер - Морган Парра - Себастьен Шабаль - Жак Буке - Гийом Буссе - Бенжамин Бойе - Рано Бойу - Марк Сесийон - Жан-Франсуа Кук - Александр Шазале | - Жан Доде - Ян Дэвид - Микаэль Форе - Флорьян Фриц - Стефан Гля - Давид Жанен - Кристоф Лоссюк - Лоран Лефламан - Лионель Налле - Оливье Мийу - Паскаль Папе - Александр Пеклье - Жюльен Пьер - Эрве Шабовски - Жан-Франсуа Тордо - Давид Вендитти - Франк Монтанелла - Себастьен Бонне - Мишель Малафосс - Доминик Мазий | - Жиль Кассань - Людовик Сонье - Паскаль Фернандес - Жан-Франсуа Мартан-Кюле - Лоран Гомес - Фредерик Нибель - Лоран Беллигои - Патрис Фавр - Антони Форе - Пьер Расши - Паскаль Пейрон - Жюльен Фрьер - Бенуа Кабелло - Филипп Вессийе - Жан-Пьер Санчес - Николя Гильо - Франсис Гобби - Ги Бетбедер - Ги Тулоннья - Седрик Дебросс | - Лоран Балюэ - Патрик Ладус - Жильбер Брюна - Ив Терон - Ромен Магеллан - Лоран Жьолитти - Александр Бья - Ромуальд Буль - Камиль Лева - Лионель Ваитанаки - Гаэтан Жермен - Александр Дюмулен - Жордан Мишалле - Джеймс Макларен - Марк Маккензи - Руди Кутзее - Грант Эстерюйзен - Вессел Йосте - Кунрад Бассон |